# Glyptopetalum
Glyptopetalum é um género botânico pertencente à família Celastraceae.
1. ↑  «Glyptopetalum — World Flora Online». www.worldfloraonline.org. Consultado em 19 de agosto de 2020